# Fiji nos Jogos Olímpicos de Inverno de 2002
Fiji participou dos Jogos Olímpicos de Inverno de 2002 em Salt Lake City, nos Estados Unidos. Foi a terceira e última participação do país em Jogos Olímpicos de Inverno até hoje.

## Desempenho

### Esqui alpino
| Atleta         | Evento                   | Final     | Final     | Final   | Final |
| Atleta         | Evento                   | Descida 1 | Descida 2 | Total   | Pos.  |
| -------------- | ------------------------ | --------- | --------- | ------- | ----- |
| Laurence Thoms | Slalom gigante masculino | 1:22.01   | 1:19.97   | 2:41.98 | 55º   |
| Laurence Thoms | Slalom masculino         | DNF       | DNF       | DNF     | DNF   |